# 哈弗魯恩峰
哈弗魯恩峰（英語：Havfruen Peak），是南極洲的山峰，位於南桑威奇群島的布里斯托爾島東部，海拔高度365米，以挪威三桅帆船命名，由英國南極名稱諮詢委員會命名，現時由英國海外領土管轄。